# Inocybe amethystina
Inocybe amethystina är en svampart som beskrevs av Kuyper 1986. Enligt Catalogue of Life ingår Inocybe amethystina i släktet Inocybe,  och familjen Inocybaceae, men enligt Dyntaxa är tillhörigheten istället släktet Inocybe,  och familjen Crepidotaceae. Arten är reproducerande i Sverige. Inga underarter finns listade i Catalogue of Life.